# Valdémar Guillaume Nème Botherel de La Bretonnière
Valdémar Guillaume Nème Botherel de la Bretonnière, né le 21 décembre 1775 à la Martinique et mort le 9 janvier 1851 à Paris, est un officier de marine français. Il commande un vaisseau de ligne à la bataille de Navarin.

## Biographie
Issu d'une famille originaire de Dinan, fils d'un major breveté du régiments des colonies, il naît à la Martinique le 21 décembre 1775.
Il s'engage dans la marine royale et monte en grade : aspirant en 1791, enseigne en 1796, lieutenant de vaisseau en 1802, capitaine de frégate en 1811, capitaine de vaisseau  en 1821 et contre-amiral en 1829.
Il est fait prisonnier au Bengale en 1799. 
En 1805 il participe à la bataille de Trafalgar : à bord de l'Algésiras , ce bateau est capturé par les Anglais. Profitant d'une tempête, la mort de ses chefs et des officiers plus âgés que lui, le faisant commandant de l'équipage prisonnier, il réussit à reprendre aux Anglais le contrôle du bateau, désemparé de tous ses mâts, et à ramener le bateau, avec 80 prisonniers ennemis, dans la rade de Cadix . 
Il obtint la légion d'honneur en 1814 et en devint commandeur à la suite de la bataille de Navarin en 1827 où il commandait le vaisseau de ligne de 84 canons, le Breslau, qui s'y illustra particulièrement.
L’Albion, vaisseau de ligne britannique, s'était avancé un peu trop loin dans la baie de Navarin. Lorsque la bataille commença, l’Albion se retrouva face à trois vaisseaux de ligne ottomans (84, 74 et 74 canons). Il fut sauvé d'abord par l'inefficacité des artilleurs ottomans puis par l'arrivée du Breslau. En effet, Botherel de la Bretonnière, voyant que son amiral Henri de Rigny n'avait pas besoin de son soutien, coupa ses amarres et prit l'initiative de se rendre au centre de la baie, à la pointe du dispositif des puissances, dans l'arrondi du fer à cheval ottoman, dans l'espace que les amiraux la veille avaient prévu entre les navires russes et britanniques. Il se plaça aux côtés de l’Albion. Les deux navires furent ensuite rejoints par l’Azov, le vaisseau amiral de la flotte russe commandé par l'amiral Lodewijk van Heiden. Les trois navires se soutinrent, attaquèrent et coulèrent ensemble cinq navires turcs dont un vaisseau de ligne de 74 canons, les deux autres vaisseaux de ligne turcs s'étant neutralisés (incapacité de leurs artilleurs puis mauvaises manœuvres lorsque leurs amarres furent coupées). Les trois vaisseaux des puissances participèrent peut-être même à la destruction du Guhu-Reva, navire amiral turc de Tahir Pacha. Les capitaines des Albion et Azov reconnurent ensuite que l'aide du Breslau avait été déterminante, voire leur avait évité la destruction. 
Le récit de cet épisode, ainsi qu'un vibrant hommage à Botherel de la Bretonnière, ont été par la suite publiés par le célèbre écrivain Eugène Sue qui servait alors comme médecin sur le Breslau. 
Botherel de la Bretonnière meurt à Paris le 9 janvier 1851.

### Sources et bibliographie
- (fr) J. M. V. Kerviler, « Souvenirs d'un vieux capitaine de frégate : la bataille de Navarin. », Revue de Bretagne et de Vendée, mars 1891. lire sur Gallica
- (fr) Eugène Sue, « Combat de Navarin. », 1842. Transcription du manuscrit. Bibliothèque de Lisieux.
- (en) C. M Woodhouse, The Battle of Navarino, Hodder and Stoughton, 1965.